# Szczerbinino (rejon kaliniński)
Szczerbinino (ros. Щербинино) – wieś (dieriewnia) w Rosji, w obwodzie twerskim, w rejonie kalinińskim. W 2010 liczyła 37 mieszkańców.